# Václav Suk
Václav Suk, oder Váša Suk, (russisch Вячеслав Иванович Сук, Wjatscheslaw Iwanowitsch Suk; * 16. November 1861 in Kladno, Böhmen, damals Österreich; † 12. Januar 1933 in Moskau) war ein tschechischer Geiger, Dirigent und Komponist, der hauptsächlich in Russland wirkte.

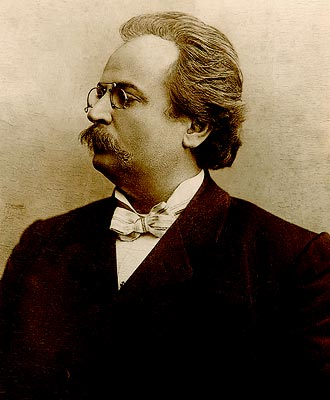
Václav Suk

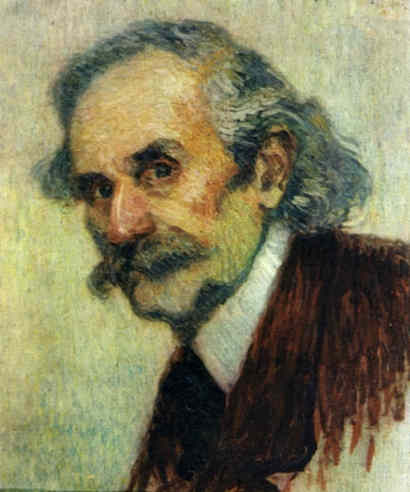
Der Dirigent Václav Suk
Porträt von Leonid Pasternak (1898)

## Leben
Václav Suk, dessen angebliche Verwandtschaft sowohl mit dem Komponisten Josef Suk (1874–1935) als auch mit dem Violinisten Josef Suk (1929–2011) ungeklärt ist, studierte von 1873 bis 1879 am Prager Konservatorium Violine als Schüler von Anton(ín) Bennewitz sowie Kontrapunkt bei Josef Krejčí und nahm gleichzeitig privaten Kompositionsunterricht bei Zdeněk Fibich. 1880 war er zunächst Geiger im Philharmonischen Orchester im damals russischen Warschau, kurz danach jedoch schon Konzertmeister (1880–1882) im Kaiserlichen Orchester von Kiew. Seine Karriere als Operndirigent begann 1885 bei der Philharmonischen Gesellschaft von Moskau, wo er bereits ab 1882 als Geiger im Bolschoi-Orchester beschäftigt war. Seine Befähigung als Opernkapellmeister bewies er sodann in Charkow (1885–1886). Zwar empfahl ihn Tschaikowski nach Sankt Petersburg, er ging jedoch danach nach Taganrog am Asowschen Meer, wo er sein Repertoire auch auf symphonische Werke zu erweitern begann. Sein nächstes Engagement war wieder als Konzertmeister bei einem privaten Opernorchester in Wilna von 1890 bis 1894, und es folgte eine Reihe von Gastspielen und kurzen Verpflichtungen in zahlreichen größeren russischen Städten wie Charkow, Moskau, Sankt Petersburg, Kasan, Saratow.
1906 kehrte Suk schließlich endgültig nach Moskau zurück, wo er sodann über ein Vierteljahrhundert am Bolschoi-Theater tätig war und ab 1928 als Chefdirigent das Orchester leitete. Nach der Oktoberrevolution übertrug man ihm die Leitung der Moskauer Philharmonischen Konzerte, und als Operndirigent galt er als Spezialist für die Opern von Rimski-Korsakow, deren Uraufführung (z. B. Pan Wojewode 1904 im Großen Saal des St. Petersburger Konservatoriums) oder Moskauer Erstaufführung (z. B. Sadko 1906, Maiennacht 1909, Der goldene Hahn, ebenfalls 1909) er als „Wjatscheslaw Suk“ dirigierte. 1923 aber konnte der tschechische Wagner-Verehrer Suk, der ja auch einen „Festmarsch zum Gedenken an Richard Wagner“ komponierte, zum 40. Todestag Wagners eine besonders ambitionierte Neuinszenierung des Lohengrin am Bolschoi-Theater dirigieren, die anlässlich des gleichzeitigen 25-jährigen Bühnenjubiläums des berühmten Wagner-Tenors Leonid Sobinow veranstaltet wurde, der so populär war, dass sogar ein Asteroid nach ihm benannt wurde.
Als Dirigent symphonischer Werke galt Suk als authentischer Interpret der Musik Tschaikowskis, er setzte sich aber auch besonders für die Werke seiner tschechischen Landsleute ein, ein Repertoire, das in Russland zunächst noch wenig bekannt war.
Während seiner langen Arbeit in Russland bzw. in der Sowjetunion, wo er in Moskau einer der maßgeblichen Dirigenten nicht nur am „Großen Theater“, dem Bolschoi-Theater, sondern ab 1927 auch am Stanislawski Operntheater war, wurden Suk zahlreiche Ehrungen zuteil, und nach seinem Tod wurde das Orchesterfoyer des Bolschoi-Theaters nach ihm benannt. Mit der Sowjetmacht stand er zeit seines Lebens offenbar auf gutem Fuß; von irgendwelchen Konflikten mit den Autoritäten ist auch in Bezug auf sein kompositorisches Schaffen nichts bekannt.

## Kompositionen (Auswahl)
Klaviermusik
- Zwei böhmische Tänze, Op. 2
- Vier Stücke, Op. 3
- Variationen auf den Text eines böhmischen Volksliedes

Kammermusik
- Böhmische Volkslieder für Streichquartett
- Vier Stücke für Violine und Klavier

Symphonische Musik
- Jan Hus – symphonisches Gedicht
- Symphonie, Op. 13
- Festmarsch zum Gedenken an Richard Wagner
- Serenade in Es Dur
- Serenade D Dur – für Streicher

Lieder
- Böhmische Lieder – für Singstimme und Klavier
- Mein Wunsch